# Baloži
Baloži  è una Città della Lettonia situata nella municipalità di Ķekava. Secondo le stime del censimento del 2021, la popolazione ammonta a 6746 abitanti.
Fu fondata poco dopo la seconda guerra mondiale per ospitare operai nell'estrazione della torba.
Fu insignita del titolo di città nel 1991.